# Open Harmonie Mutuelle 2013
L'Open Harmonie Mutuelle 2013 è stato un torneo di tennis facente parte della categoria ATP Challenger Tour nell'ambito dell'ATP Challenger Tour 2013. È stata la 10ª edizione del torneo che si è giocata a Saint-Brieuc in Francia dal 1° al 7 aprile 2013 su campi in cemento e aveva un montepremi di €30,000+H.

## Partecipanti singolare

### Teste di serie
| Nazionalità | Giocatore             | Ranking* | Testa di serie |
| ----------- | --------------------- | -------- | -------------- |
| Francia     | Kenny de Schepper     | 107      | 1              |
| Austria     | Andreas Haider-Maurer | 115      | 2              |
| Francia     | Marc Gicquel          | 117      | 3              |
| Francia     | Josselin Ouanna       | 143      | 4              |
| Germania    | Dustin Brown          | 153      | 5              |
| Francia     | Nicolas Mahut         | 158      | 6              |
| Serbia      | Boris Pašanski        | 164      | 7              |
| Polonia     | Michał Przysiężny     | 165      | 8              |

- Ranking al 18 marzo 2013.

### Altri partecipanti
Giocatori che hanno ricevuto una wild card:
- Romain Jouan
- Constant Lestienne
- Fabrice Martin
- Mathieu Rodrigues

Giocatori che sono passati dalle qualificazioni:
- Adrien Bossel
- Martin Fischer
- Hugo Nys
- Danilo Petrović

## Partecipanti doppio

### Teste di serie
| Nazionalità | Giocatore       | Nazionalità | Giocatore          | Ranking* | Testa di serie |
| ----------- | --------------- | ----------- | ------------------ | -------- | -------------- |
| Germania    | Dustin Brown    | Australia   | Rameez Junaid      | 168      | 1              |
| Regno Unito | Jamie Delgado   | Slovacchia  | Igor Zelenay       | 170      | 2              |
| Polonia     | Tomasz Bednarek | Svezia      | Andreas Siljeström | 197      | 3              |
| Austria     | Martin Fischer  | Polonia     | Mateusz Kowalczyk  | 266      | 4              |

- Ranking al 18 marzo 2013.

### Altri partecipanti
Coppie che hanno ricevuto una wild card:
- Arnaud Grard /  Glenn Le Flochmoen

## Vincitori

### Singolare
Jesse Huta Galung ha battuto in finale  Kenny de Schepper con il punteggio di 7–6(4), 4–6, 7–6(3).

### Doppio
Tomasz Bednarek /  Andreas Siljeström hanno battuto in finale  Jesse Huta Galung /  Konstantin Kravčuk con il punteggio di 6–3, 4–6, [10–7].